# Nierozłączka czerwonogłowa
Nierozłączka czerwonogłowa (Agapornis pullarius) – gatunek małego ptaka z rodziny papug wschodnich (Psittaculidae), podrodziny dam (Loriinae). Występuje w środkowej i zachodniej Afryce, w pasie na południe od Sahelu. Nie jest zagrożony wyginięciem.

## Taksonomia
Po raz pierwszy gatunek opisał Karol Linneusz w 1758. Nowemu gatunkowi nadał nazwę Psittacus pullarius. Odnotował, że ptaki te występują w Azji i Etiopii, co było błędem – holotyp pochodził z Ghany. Opisany podgatunek A. p. guineensis z Afryki Zachodniej zsynonimizowano z nominatywnym. Międzynarodowy Komitet Ornitologiczny (IOC) i autorzy Handbook of the Birds of the World wyróżniają 2 podgatunki.

## Podgatunki i zasięg występowania
IOC wyróżnia następujące podgatunki:
- A. p. pullarius (Linnaeus, 1758) – miejscami w Gwinei, Sierra Leone i w północnym Wybrzeżu Kości Słoniowej, dalej od Ghany (odnotowana także w południowo-zachodniej Burkinie Faso i południowo-zachodnim Nigrze) na wschód po środkową Republikę Środkowoafrykańską i zachodni Sudan Południowy, dalej na południe po zachodnią Demokratyczną Republikę Konga i północno-zachodnią Angolę, głównie na północ od dorzecza Kongo. Południowe granice zasięgu są słabo poznane. Ptaki tego podgatunku występują też na Wyspach Świętego Tomasza i Książęcej[5].
- A. p. ugandae Neumann, 1908 – wschodnia Demokratyczna Republika Konga po południowo-zachodnią Etiopię, Ugandę, skrajnie zachodnią część Kenii, Rwandę, Burundi i północno-zachodnią Tanzanię[5]

## Morfologia
Długość ciała wynosi 13–15 cm, masa ciała 29–50 g. W upierzeniu występuje nieznaczny dymorfizm płciowy. Czoło, przód ciemienia, kantarek, broda i gardło mają jaskrawą pomarańczowoczerwoną barwę. U samicy czoło i gardło są bardziej matowe. Tył ciemienia, kark, płaszcz i barkówki cechuje kolor jasnozielony. Kuper jaskrawy, jasnoniebieski. Pokrywy nadogonowe wyraziście zielone, jaśniejsze od grzbietu. Środkowe sterówki są zielone, boczne – zielone z czerwonymi elementami, czarnym paskiem przedkońcowym i żółtą końcówką. Lotki mają zielone chorągiewki zewnętrzne i czarniawe wewnętrzne. Pokrywy skrzydłowe mają w całości barwę zieloną, jedynie okolica nadgarstka jest niebieska. U samców pokrywy podskrzydłowe są czarne, u samic – zielone. Spód ciała jaskrawy, trawiastozielony, jaśniejszy od wierzchu ciała. Dziób koloru koralowoczerwonego, woskówka biaława. Tęczówka ciemnobrązowa. Nogi szare lub szarozielone.

## Ekologia i zachowanie
Środowiskiem życia nierozłączek czerwonogłowych są sawanny przemieszane z zadrzewieniami, świetliste zakrzewienia w sadach, izolowane połacie gęstszego lasu. Odnotowywane były głównie poniżej 1500 m n.p.m. W Ugandzie i Tanzanii występują na wysokości 900–2000 m n.p.m. Żywią się nasionami wysokich traw, w tym sorga (Sorghum) i prosa (Panicum), zbieranymi z ziemi. Zjadają także owoce gujawy i figowca. Większość populacji jest osiadła, część zdaje się podejmować krótkodystansowe wędrówki. Lot prosty, szybki. Nierozłączki czerwonogłowe mogą poruszać się w stadach liczących do 30 osobników, przeważnie jednak stada są mniej liczne, a w sezonie lęgowym papugi te przebywają w parach. Zwykle przebywają w parach lub grupach liczących do 8 osobników, większe grupy zbierają się na terenie dojrzewających upraw.

### Lęgi
W Nigerii pisklęta i młode obserwowano w październiku, w Sierra Leone – we wrześniu, w Ugandzie i w Demokratycznej Republice Konga od kwietnia do sierpnia (według innego źródła w DRK jest to pora deszczowa, od maja do października). Nierozłączki czerwonogłowe gniazdują samotnie. Gniazdo znajduje się w otworze w nadrzewnym gnieździe mrówek lub termitów, przeważnie wykutym przez dzięcioły, sporadycznie także i w naziemnych gniazdach termitów. Wyściółkę stanowią postrzępione liście traw, być może również stwardniałe odchody. Zniesienie liczy 3–7 jaj. Inkubacja trwa 22–24 dni. Wysiaduje jedynie samica, również ona jest odpowiedzialna za budowę gniazda.

## Status
IUCN uznaje nierozłączkę czerwonogłową za gatunek najmniejszej troski (LC, Least Concern) nieprzerwanie od 1988 (stan w 2020). Gatunek wymieniony jest w załączniku II CITES. Nietypowa biologia rozrodu nierozłączek czerwonogłowych wydaje się nie stanowić przesłanki do ochrony.